# Andrea Anastasi
Andrea Anastasi (Poggio Rusco, 8 ottobre 1960) è un allenatore di pallavolo ed ex pallavolista italiano.

## Biografia
È soprannominato Nano nell'ambiente pallavolistico perché alto "solo" 183 cm. Da giocatore ha indossato la maglia azzurra in ben 134 incontri vincendo gli Europei del 1989, la World League 1990 alla sua prima edizione e il mondiale in Brasile nel 1990 con lo splendido gruppo guidato da Julio Velasco. Il 28 maggio 1999 esordisce sulla panchina della Nazionale come allenatore dove rimarrà sino alla fine 2002, dopo il 5º posto ai Mondiali in Argentina.
Con la nazionale italiana ha vinto come allenatore un oro alla World league 1999 a Mar Del Plata in Argentina, un oro agli europei di Vienna del 1999, un oro alla World League 2000 a Rotterdam nei Paesi Bassi e un bronzo ai Giochi olimpici di Sydney. Nel 2001 un argento alla World League di Katowice in Polonia e un altro argento agli Europei di Ostrava nella Repubblica Ceca. Il 23 novembre 2005 diventa CT della Spagna, incarico che detiene sino agli Europei vinti nel settembre 2007.
Dal 16 ottobre 2007 e fino al termine dei mondiali del 2010 è ritornato alla guida della nazionale italiana.
Dal 3 febbraio 2011 al 24 ottobre 2013 è stato allenatore della nazionale polacca con la quale ha vinto la medaglia di argento alla Coppa Del Mondo in Giappone nel 2011 e la medaglia d'oro all'edizione del 2012 della World League (unica vittoria della Polonia su 24 edizioni).

## Giocatore

### Club

Anastasi al servizio per la Jockey Fas Schio nel 1991

Debutta in serie A1 nella stagione 1977-78 con la Libertas Parma, nelle due stagioni seguenti rimane a Parma ma la società cambia sponsor diventando Veico Parma.
In seguito alle 3 stagioni a Parma decide di cambiare e lega il suo nome per tre anni alla Panini Modena, nell'ultima stagione con questa maglia vince il suo primo trofeo europeo, la Coppa CEV nel 1983.
L'anno successivo a quello della vittoria passa alla Kutiba Falconara con cui rimane 4 stagioni vincendo la Coppa CEV nel 1986.
Poi passa in A2 con la Sisley Treviso che contribuisce a portare in A1, con questa squadra rimarrà 4 anni, nell'ultima delle stagioni trevigiane vincerà la sua terza Coppa CEV nel 1991.
In seguito disputa due stagioni in A2, prima a Schio e poi a Gioia del Colle, per poi chiudere la carriera nella Due Castelli Bustaffa (Mantova) in B1 nel 1993-94.

### Nazionale
Ha debuttato in maglia azzurra l'8 febbraio 1981 in una gara amichevole contro una selezione All Stars persa per 3-1, in seguito ha disputato 141 partite vincendo l'europeo del 1989, il mondiale del 1990 e le World League del 1990 e del 1991.

## Allenatore

### Club
Debutta da allenatore nella stagione 1994-95 in serie A2 con la squadra di Brescia, già l'anno successivo è in A1 per guidare Montichiari, dopo l'esperienza azzurra allenerà Cuneo per due anni e poi la nazionale spagnola, incarico che non ricopre più in virtù del fatto che la FIPAV lo ha chiamato per la seconda volta ad allenare la nazionale italiana.
Dalla stagione 2014-15 alla stagione 2018-19 guida la formazione polacca del Trefl Gdańsk con la quale si aggiudica due edizioni della coppa nazionale (2014-15 e 2017-18) e la Supercoppa polacca 2015.
Per l'annata 2019-20 si lega al Projekt Warszawa dove resta per tre stagioni, mentre nella stagione 2022-23 fa ritorno, dopo oltre quindici anni, nel massimo campionato italiano accettando la proposta della Sir Safety Perugia. Nella stagione 2023-24 rimane in Superlega, passando alla You Energy, di cui è allenatore fino all'esonero avvenuto nel febbraio del 2025. 

### Nazionale
In seguito all'abbandono di Bebeto de Freitas prende la guida della nazionale maschile italiana, con cui parte molto bene, vincendo le World League del 1999 e del 2000 e gli europei del 1999, arriverà terzo al torneo olimpico del 2000 e secondo alla World League 2001 e agli europei del 2001, dopo mondiale del 2002 lascerà la panchina con uno score di 254 gare, 181 vittorie e 73 sconfitte, facendo sue il 71% delle partite disputate come tecnico azzurro.
Il 16 settembre 2007 la nazionale maschile spagnola, da lui guidata, ha conquistato il titolo europeo.
Il successivo 16 ottobre, succedendo a Gian Paolo Montali, viene inaspettatamente richiamato come CT della nazionale azzurra maschile fino ai campionati mondiali del 2010, terminati al quarto posto; il suo vice, nella sua seconda avventura sulla panchina azzurra, è Andrea Gardini, ex capitano della nazionale nonché campione del mondo nel 1998 con la stessa.
Dal 3 febbraio 2011 passa alla guida della nazionale maschile polacca. Nell'annata 2011 raggiunge il terzo posto nella World League e nel campionato europeo; sempre nello stesso anno vince la medaglia d'argento alla World Cup che si disputa in Giappone, e che gli concede il pass diretto per il torneo olimpico di Londra 2012. L'anno seguente ottiene la vittoria nella World League, la prima vittoria della nazionale polacca in 24 edizioni. Il 24 ottobre 2013 termina il suo rapporto di collaborazione con la federazione polacca dopo l'unica stagione senza risultati.
Dal marzo al dicembre 2018 allena brevemente la nazionale maschile belga.

## Palmarès

### Giocatore

#### Club
- Coppa CEV: 3

Modena: 1982-83
Falconara: 1985-86
Treviso: 1990-91

#### Nazionale (competizioni minori)
- Giochi del Mediterraneo 1991

### Allenatore
- Coppa di Polonia: 2

Trefl Gdansk: 2014-15, 2017-18
- Supercoppa polacca: 1

Trefl Gdansk: 2015
- Supercoppa italiana: 1

Sir Safety Perugia: 2022
- Campionato mondiale per club: 1

Sir Safety Perugia: 2022